# Tamiops mcclellandii
Espèce
Statut de conservation UICN

 LC  : Préoccupation mineure
Tamiops mcclellandii ou Écureuil rayé de l'Himalaya (traduction du nom anglais Himalayan Striped Squirrel) est un écureuil de la famille des sciurinae.

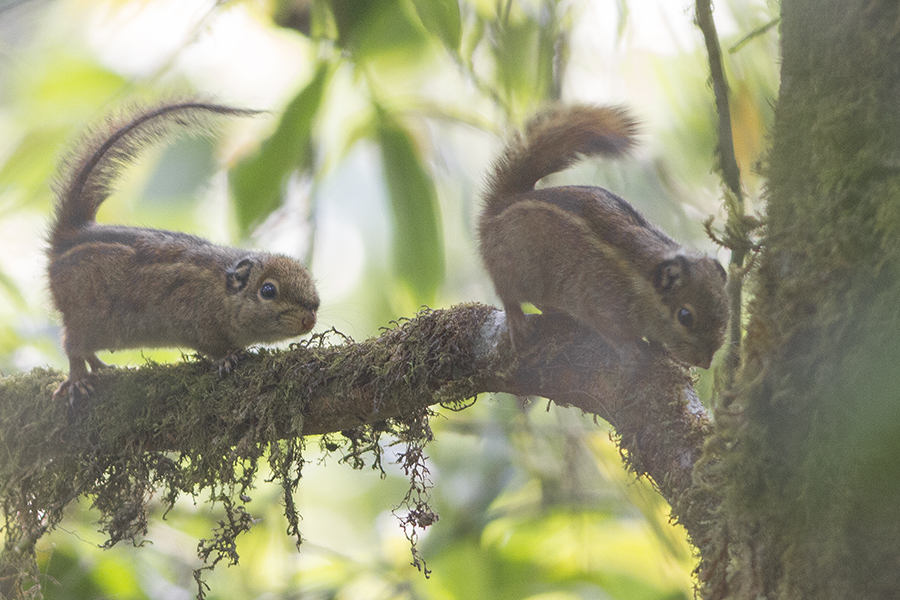
Parc national de Neora Valley, Inde
Parc national de Namdapha, Inde
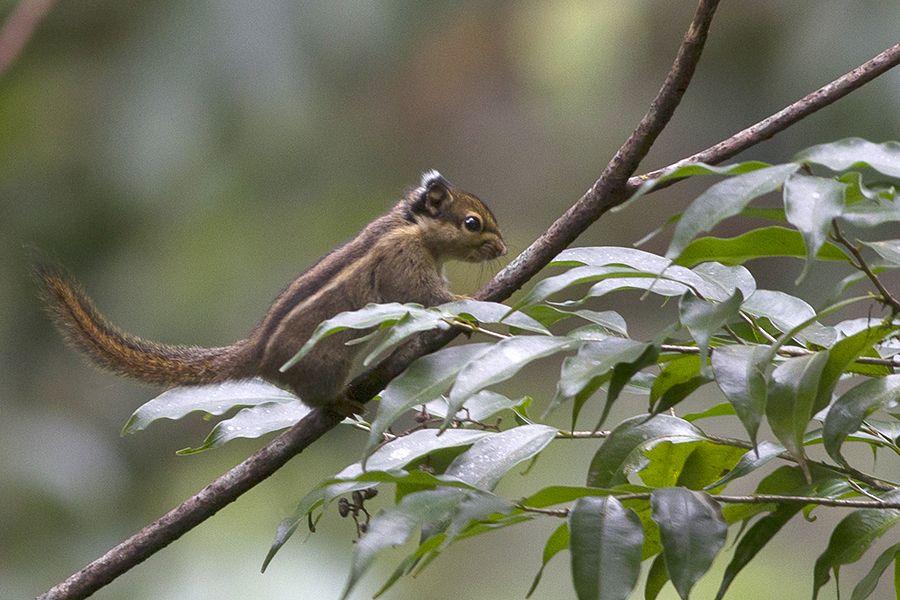
Parc national de Khangchendzonga, Inde
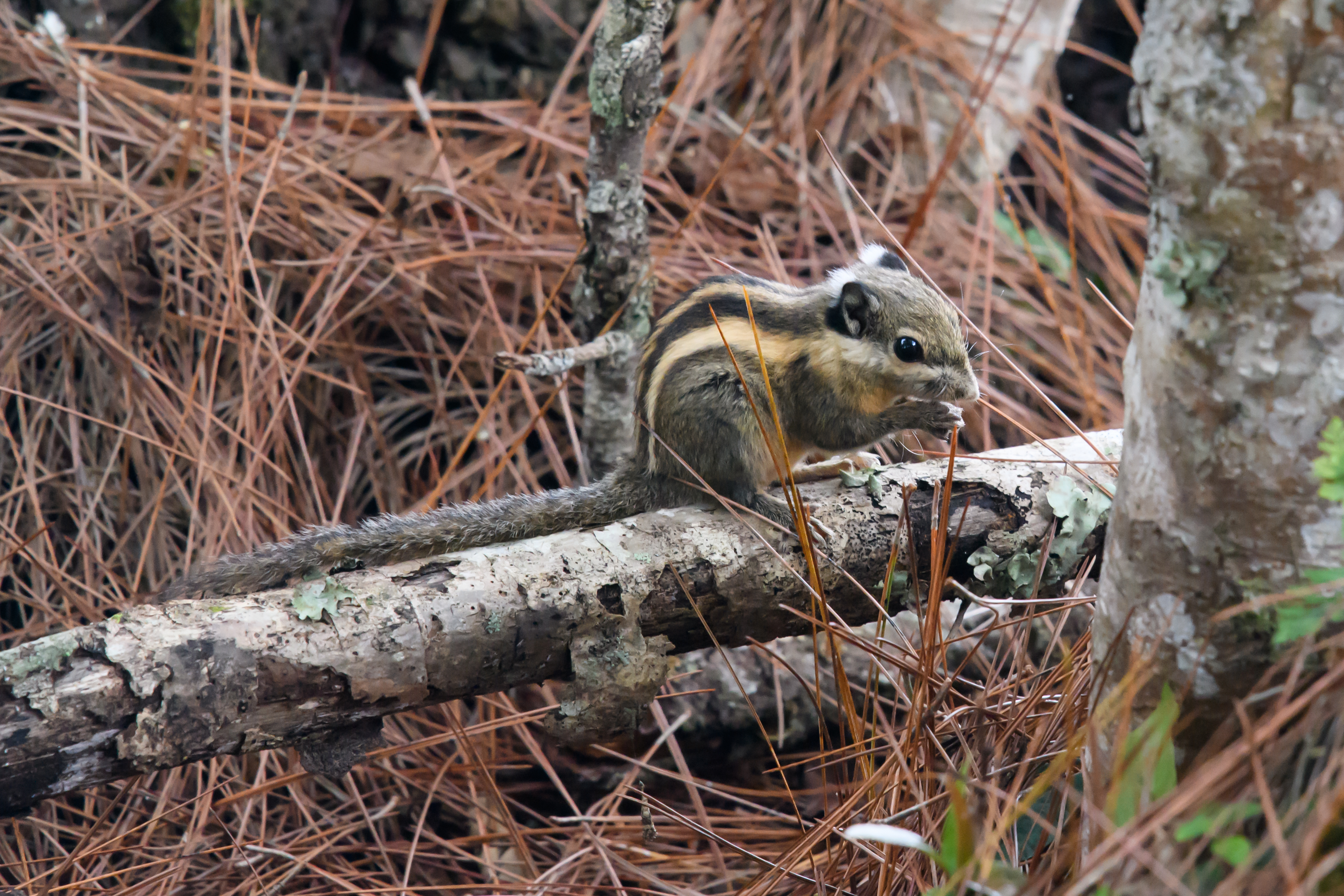
Parc national de Phu Kradung, Thaïlande
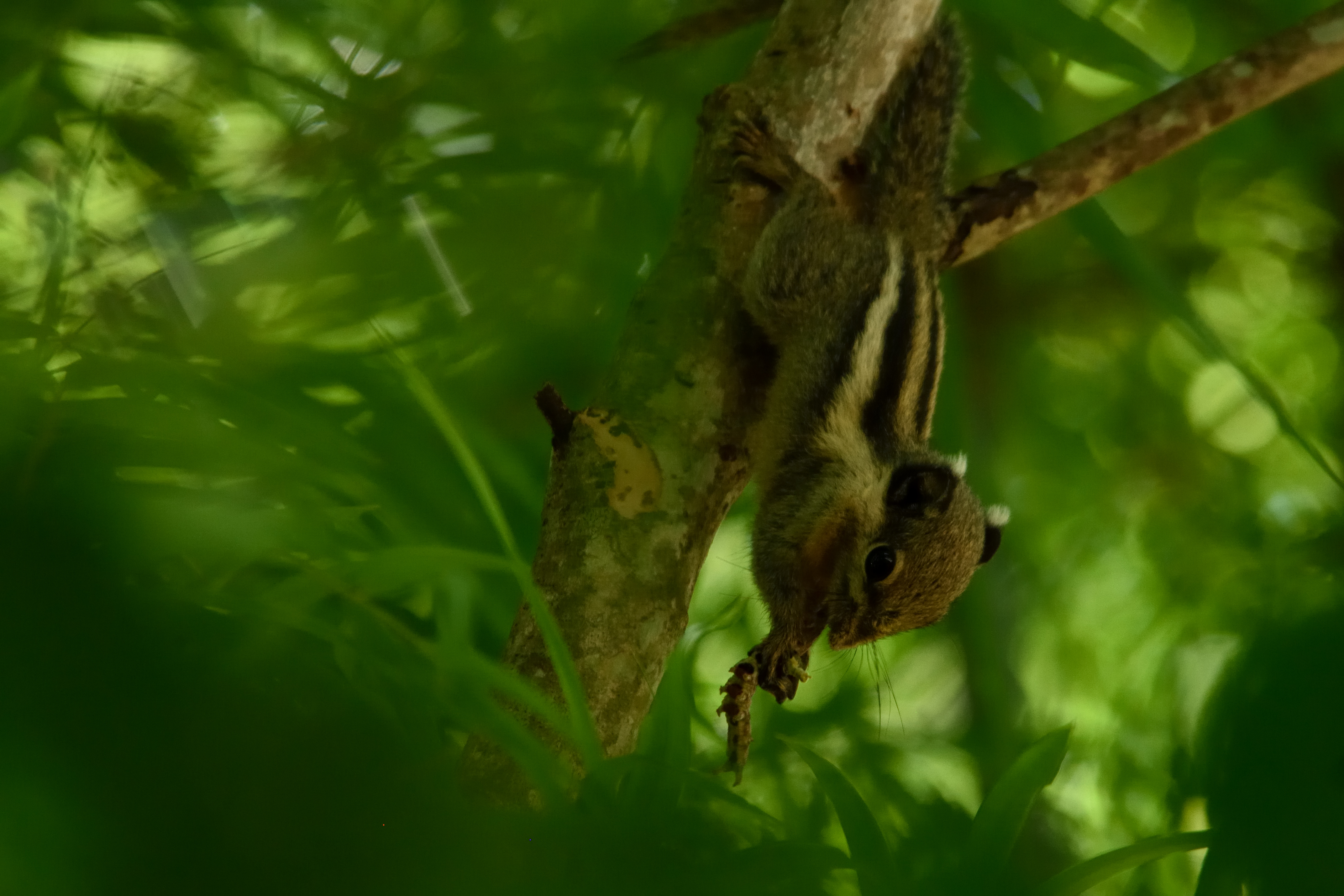
Parc national de Kaeng Krachan, Thaïlande